# Ave Maria (Bach/Gounod)
Het Ave Maria van Johann Sebastian Bach en Charles Gounod is een bekend en vaak opgenomen muziekstuk. Het is een versie van het Latijnse gebed Ave Maria (Weesgegroet).
Dit Ave Maria werd geschreven door Gounod in 1859. Hij componeerde het als melodie bij de Prelude nr. 1 in C-majeur, tevens het eerste deel van Das wohltemperierte Klavier, dat Bach in 1722 had gecomponeerd.
Van het Ave Maria bestaan veel verschillende instrumentale arrangementen, onder andere voor viool, gitaar, strijkkwartet, piano, cello en trombone. Daarnaast werd het veel gezongen en opgenomen door operazangers als Luciano Pavarotti en koren, maar ook door popmuzikanten als Chris Cornell.